# Baard (windmolen)

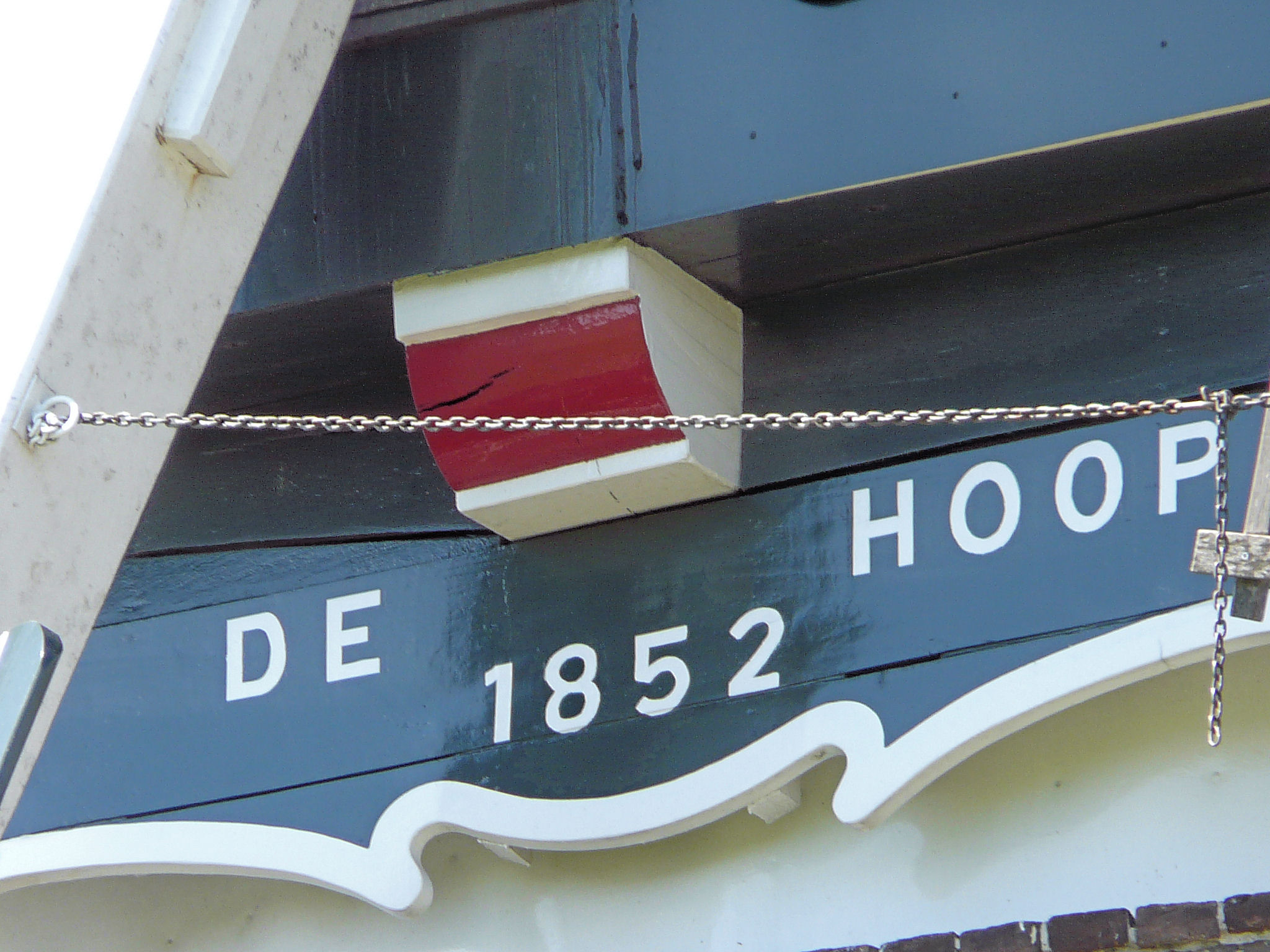
Baard van De Hoop in Garderen

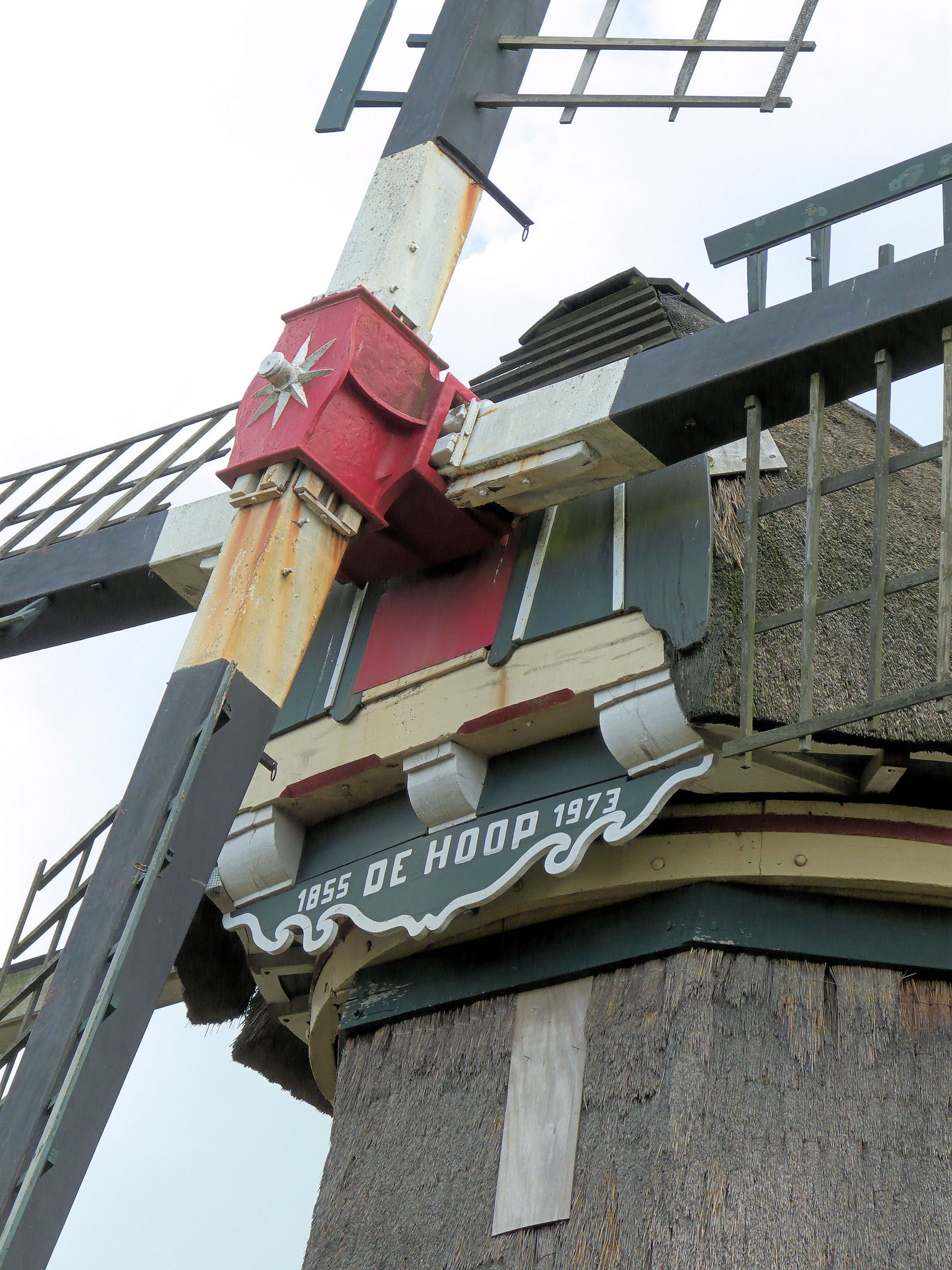
Baard van de De Hoop in Lunteren

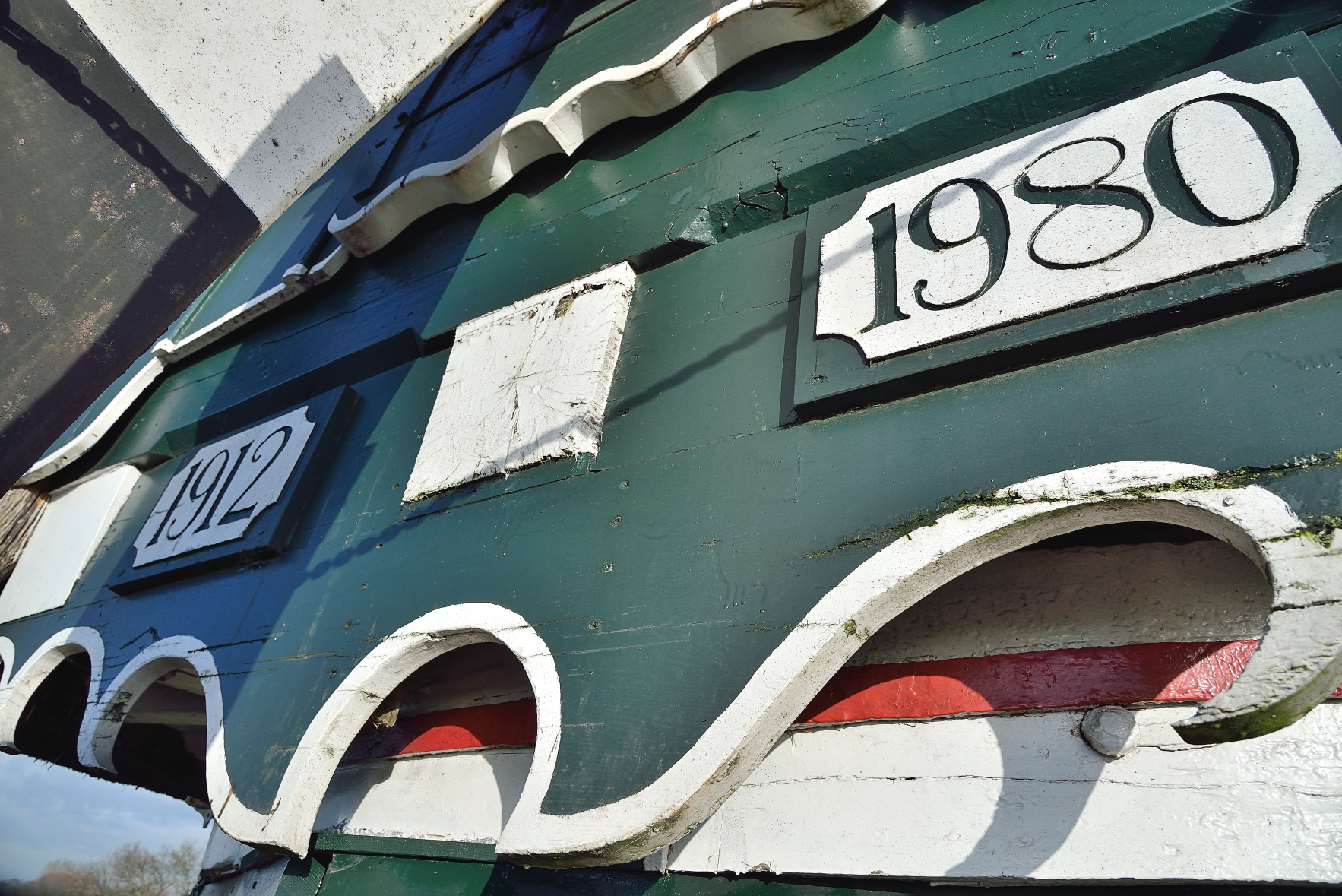
Baard van de Walderveense molen

De baard van een windmolen is een dikke, meestal eiken plank bij een bovenkruier, die de buitenkant van de kap onder de windpeluw bij het wiekenkruis afdekt om inwatering te voorkomen. Ook andere typen molens kunnen een baard hebben, maar deze hebben geen regenwaterkerende functie, zoals bij standerdmolens. Op de baard staat meestal de naam van de molen en het jaartal van de bouw van de molen. Soms staan er twee jaartallen, waarbij het tweede of zelfs derde jaartal meestal een grote restauratie aangeeft. Soms staat er een spreuk op zoals bij molen De Zwaan in Lienden: BIJ STORM EN WIND IS GOD MIJN VRIND. Het opschrift kan in het hout zijn ingesneden en vervolgens geverfd of alleen geverfd. Rond het opschrift kunnen er traditionele krullen, spiralen of afbeeldingen zijn opgebracht. De krullen kunnen al dan niet zijn uitgezaagd. Molen De Vlijt in Meppel heeft bijvoorbeeld een gebeeldhouwde eikel met eikenbladeren, dat naar de functie van eekmolen verwees en de molen De Hoop in Zoetermeer heeft korenaren op de baard staan. De baard van molen 't Witte Lam in Groningen heeft een lam op de baard staan en die van de De Schaapweimolen schapen en initialen. De Overwaard Molen No.4 in Kinderdijk heeft een baard met gestoken lofwerk en in het midden een rode, klimmende leeuw, het wapen van het voormalige waterschap De Overwaard.
Ook kan er onder het achterkeuvelens een baard zijn aangebracht, zoals bij De Zwaan in Lienden en de Tolhuys Coornmolen in Lobith.
De oudste nog aanwezige baarden stammen uit de eerste helft van de achttiende eeuw. In 1693 werd door de overheid voorgeschreven dat elke molen een eigen naam moest hebben en dat die moest worden aangegeven op een goed zichtbare plaats. Bij molens met een kruibare kap werd de naam vaak op de baard gezet. Veel moleneigenaren en molenmakers zetten hun doop- of familienaam op de baard, zoals De Duinjager (nu De Kat) en voormalige De Duinmeyer van de familie Duyn en voormalige De Spaansche Vlieg gebouwd door Teunis Spaans. Daarnaast kwamen namen voor uit het planten- en dierenrijk, de Bijbel of van heiligen, zoals De Drie Koornbloemen, 't Roode Hert, Goliath en Sint Jan, maar andere namen zoals de De Bleeke Dood komen ook voor.

## Streekgebonden baarden
In Noord-Brabant komen eenvoudige baarden veel voor, zonder opschrift en in één kleur geverfd. In Oost-Friesland daarentegen zijn ze rijk versierd. In Groningen zijn ze meestal wit met een rode rand en zijn de krullen meestal uitgezaagd. De baarden van de Zaanse molens zijn donkergroen met een witte rand en hebben vaak het woord anno voor het jaartal staan.

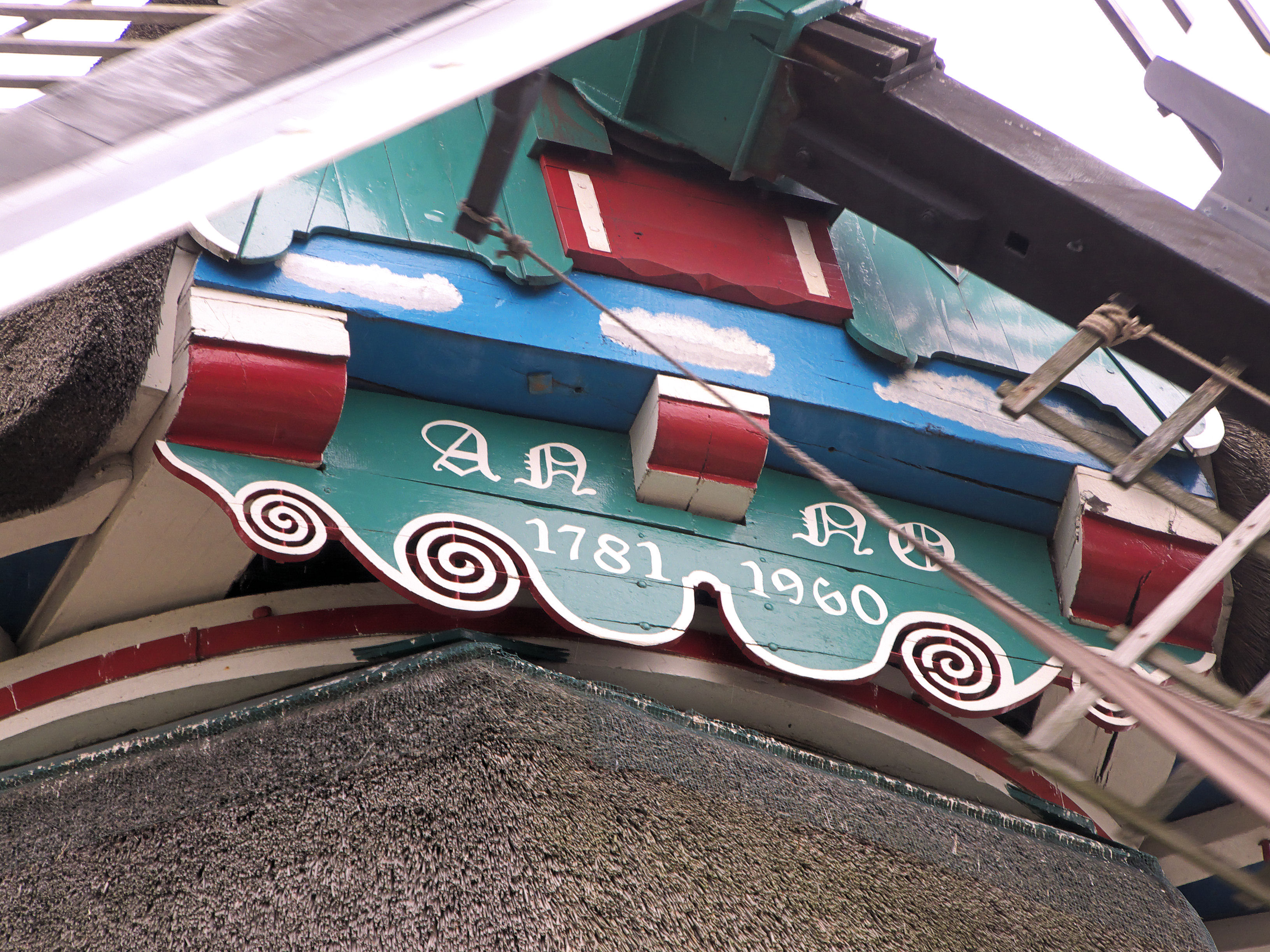
De Kat in de Zaanse Schans
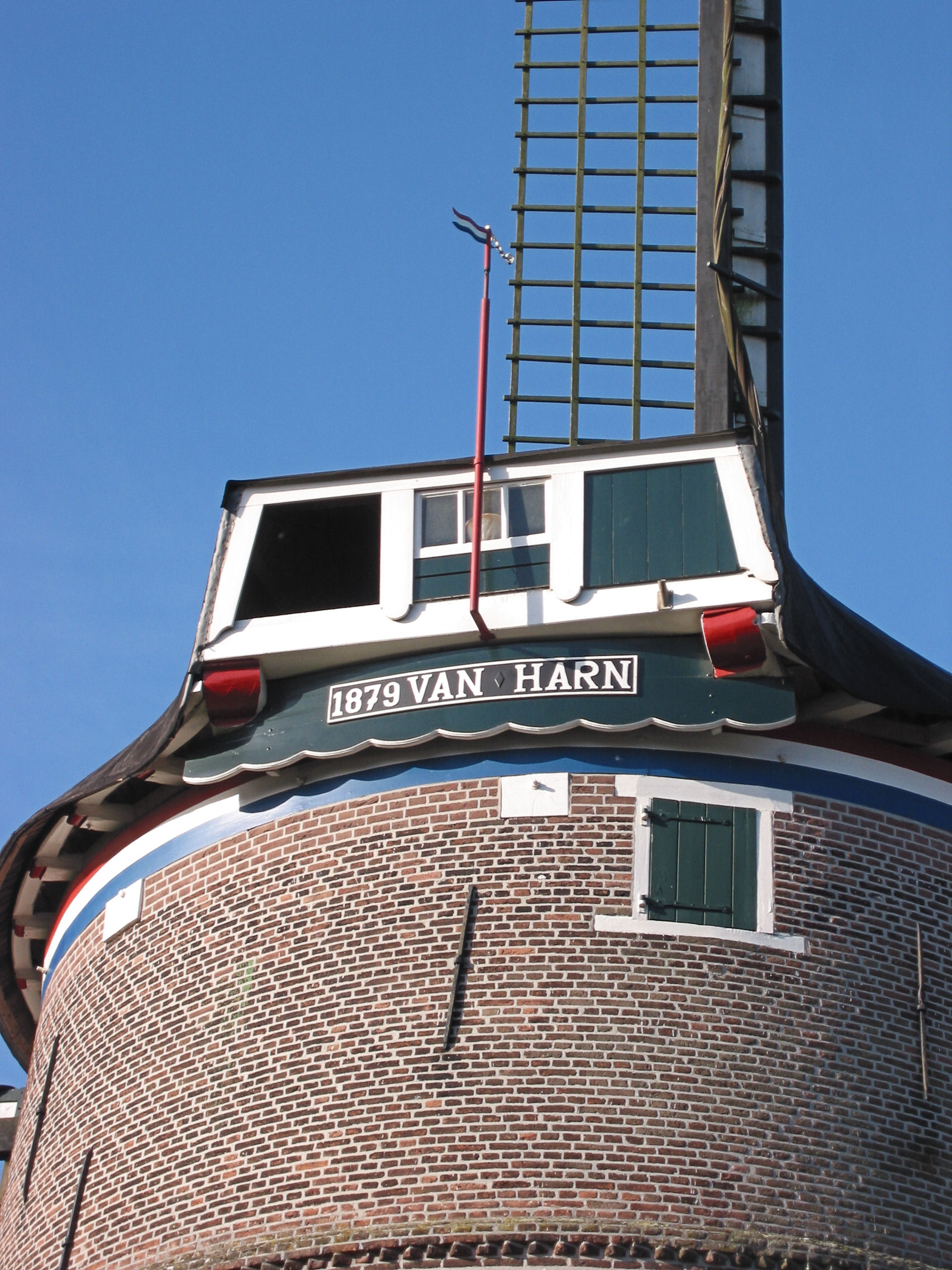
Baard onder achterkeuvelens bij De Zwaan in Lienden
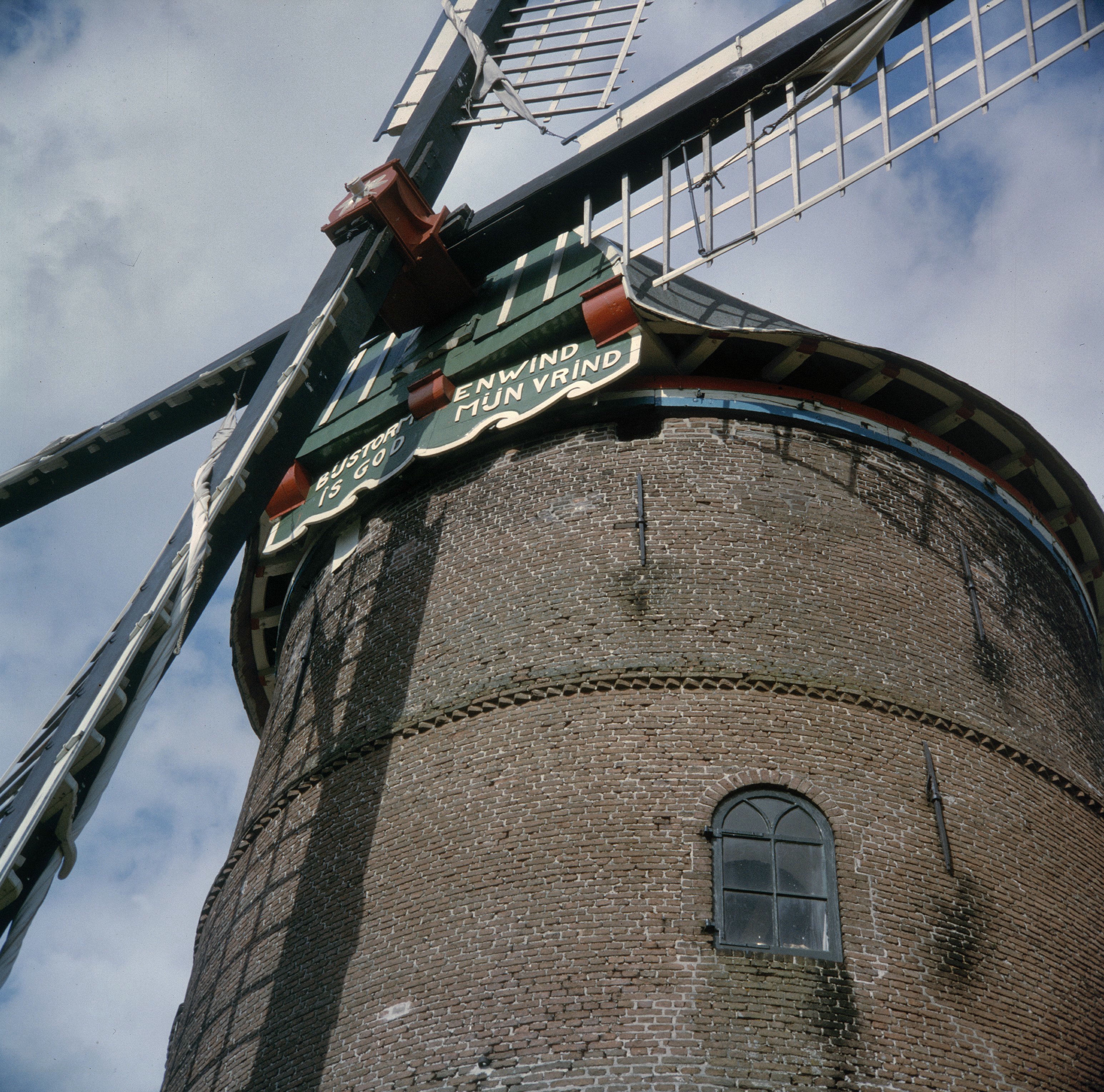
Baard van de Zwaan in Lienden onder de windpeluw
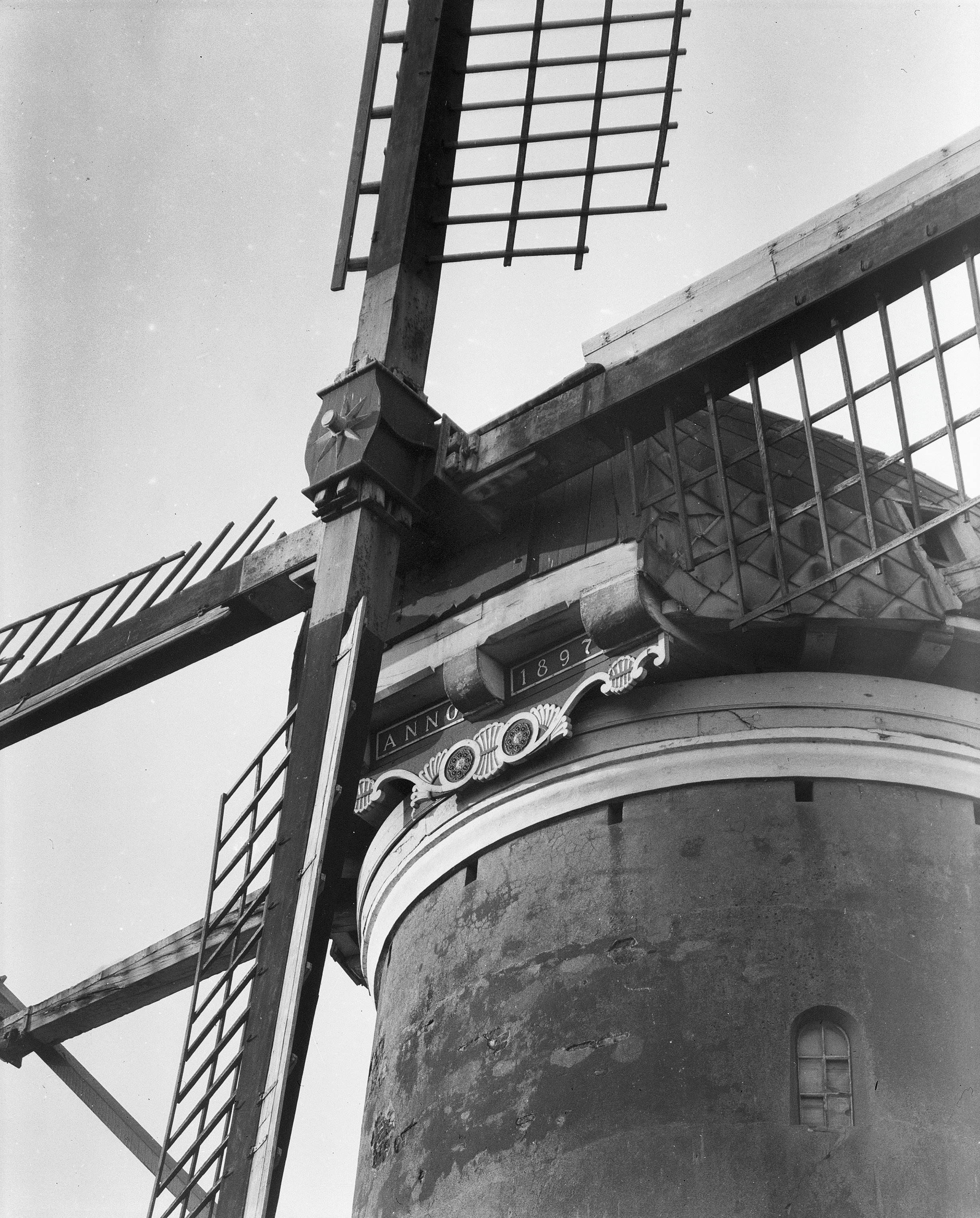
Baard van De Hoop in Zoetermeer
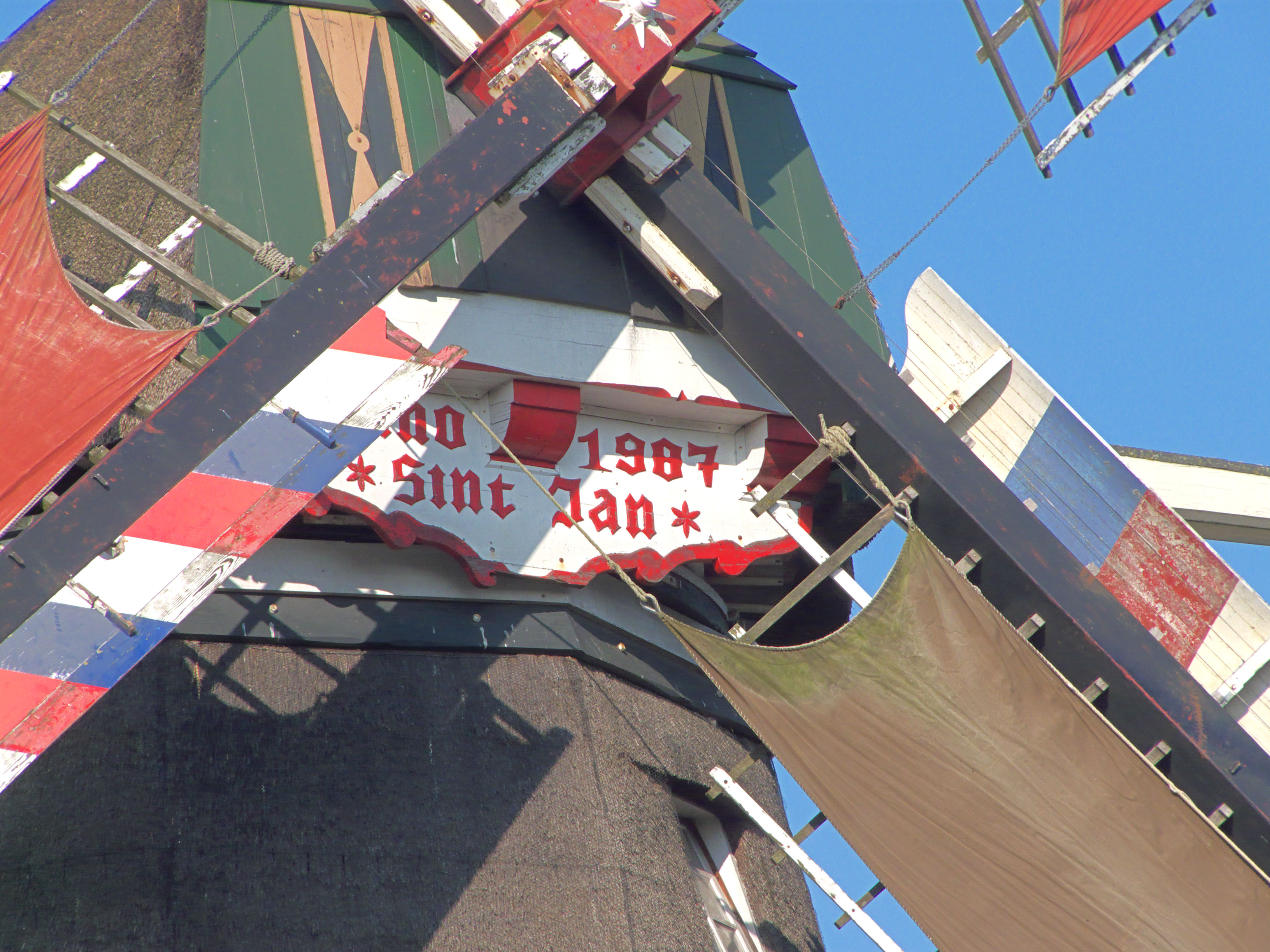
Baard van de Sint Jan in Veldhoven
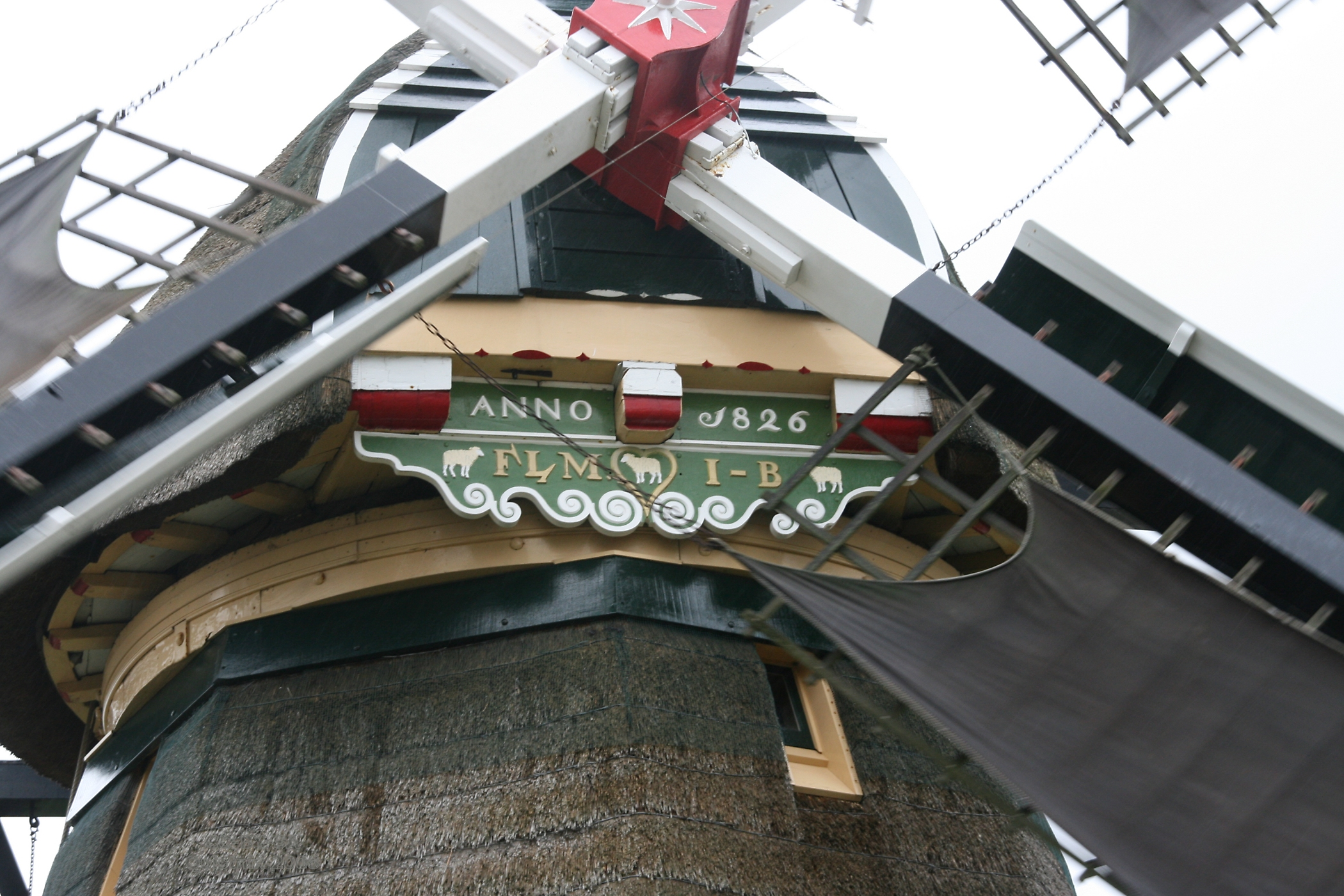
Baard van De Schaapweimolen met de initialen van de bouwers: FLM (Frederik Lakeman) en I-B (Jan Blok)
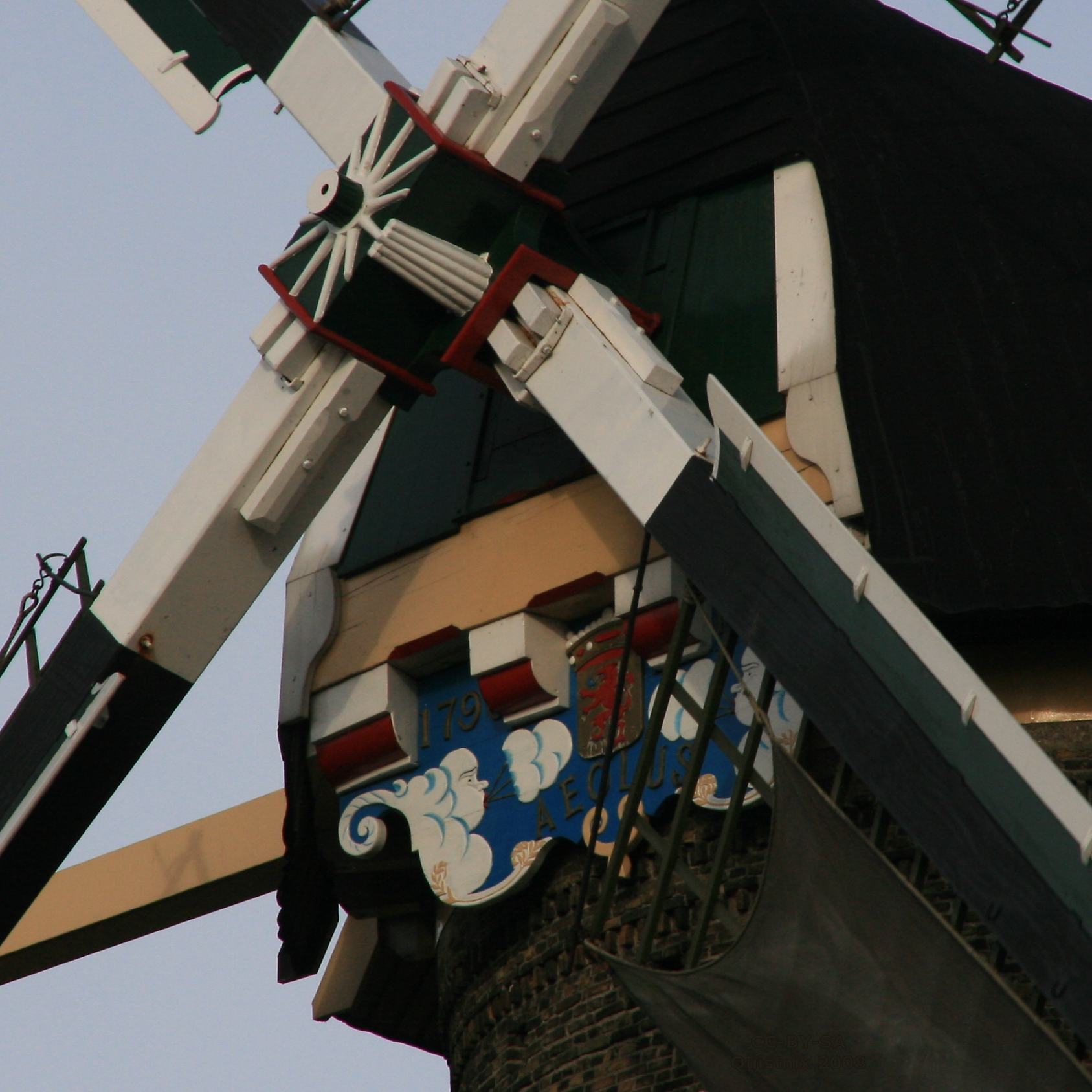
De baard met het wapen van Vlaardingen en twee blazende wolken van de Aeolus
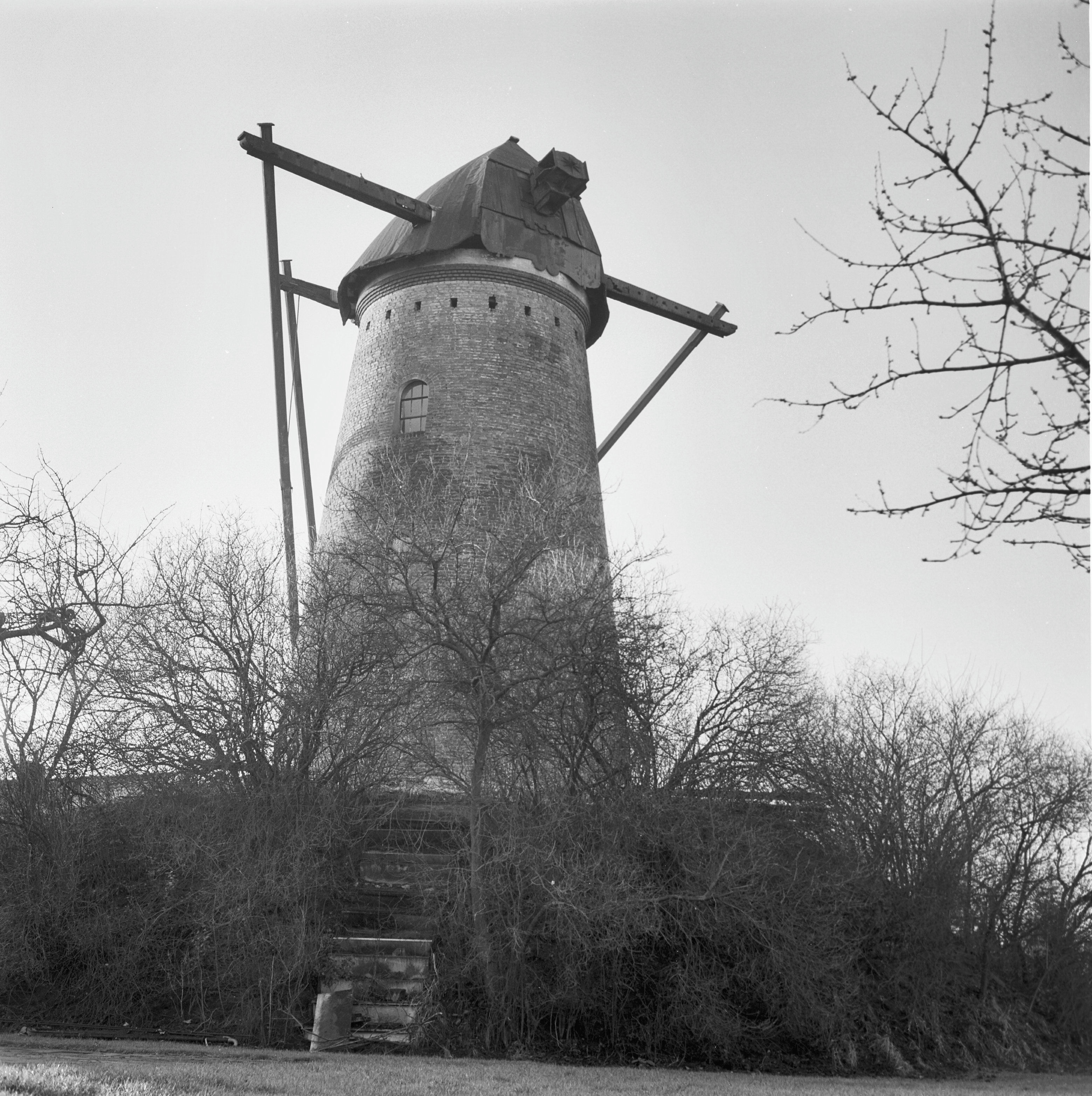
Eenvoudige baard van de Aalstermolen
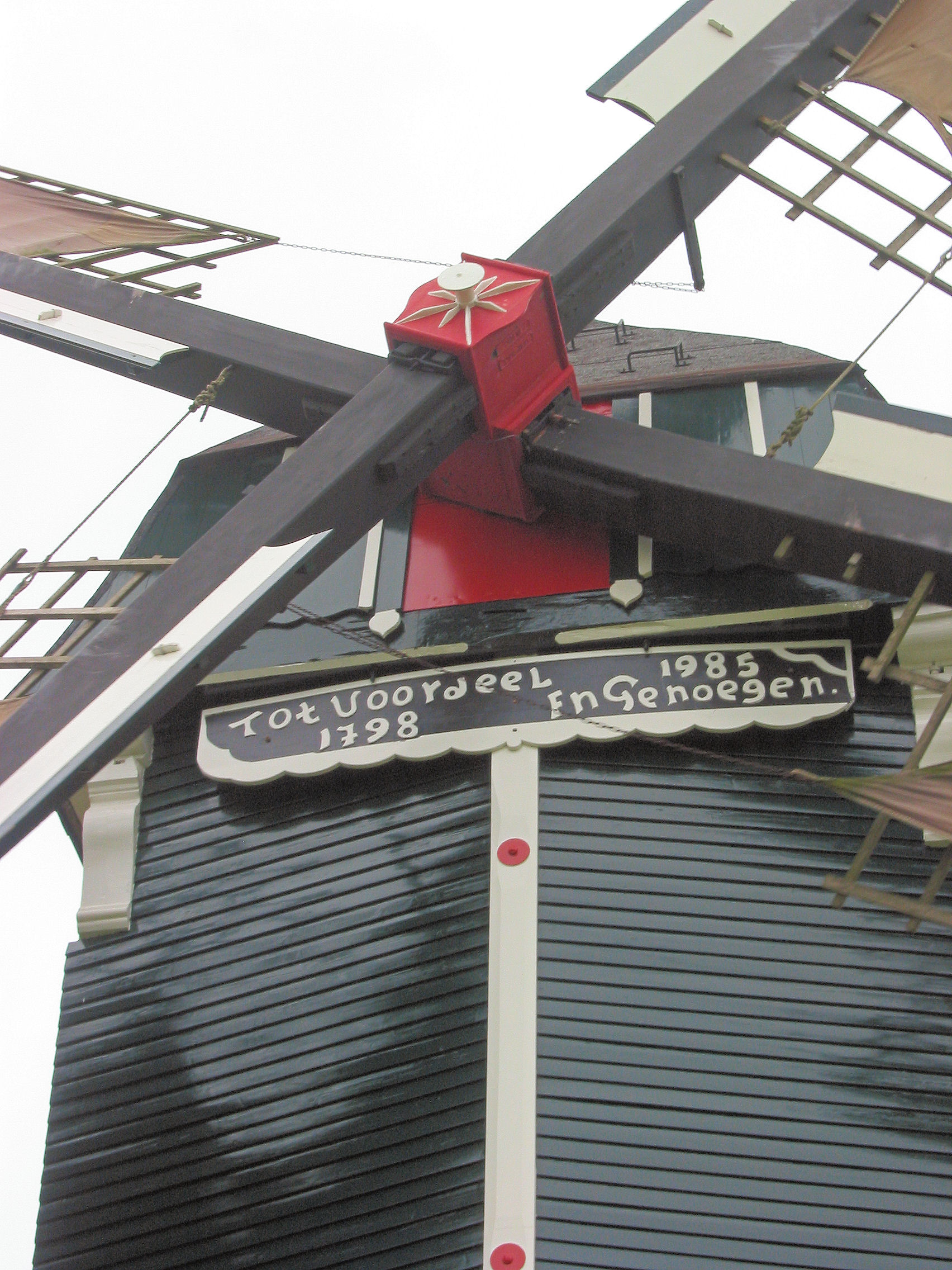
Baard van de standerdmolen Tot Voordeel en Genoegen
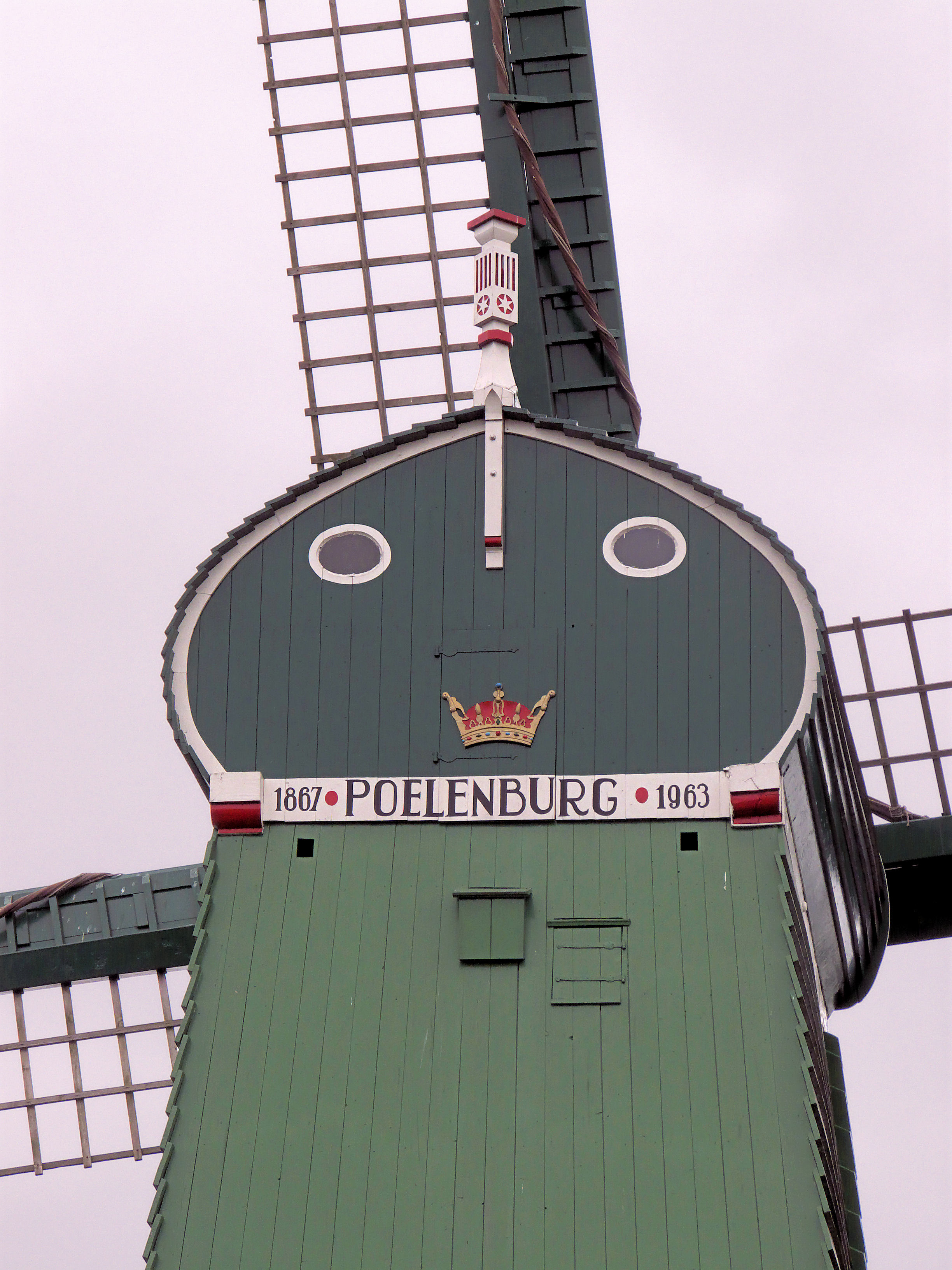
Baard van de paltrokmolen De Gekroonde Poelenburg
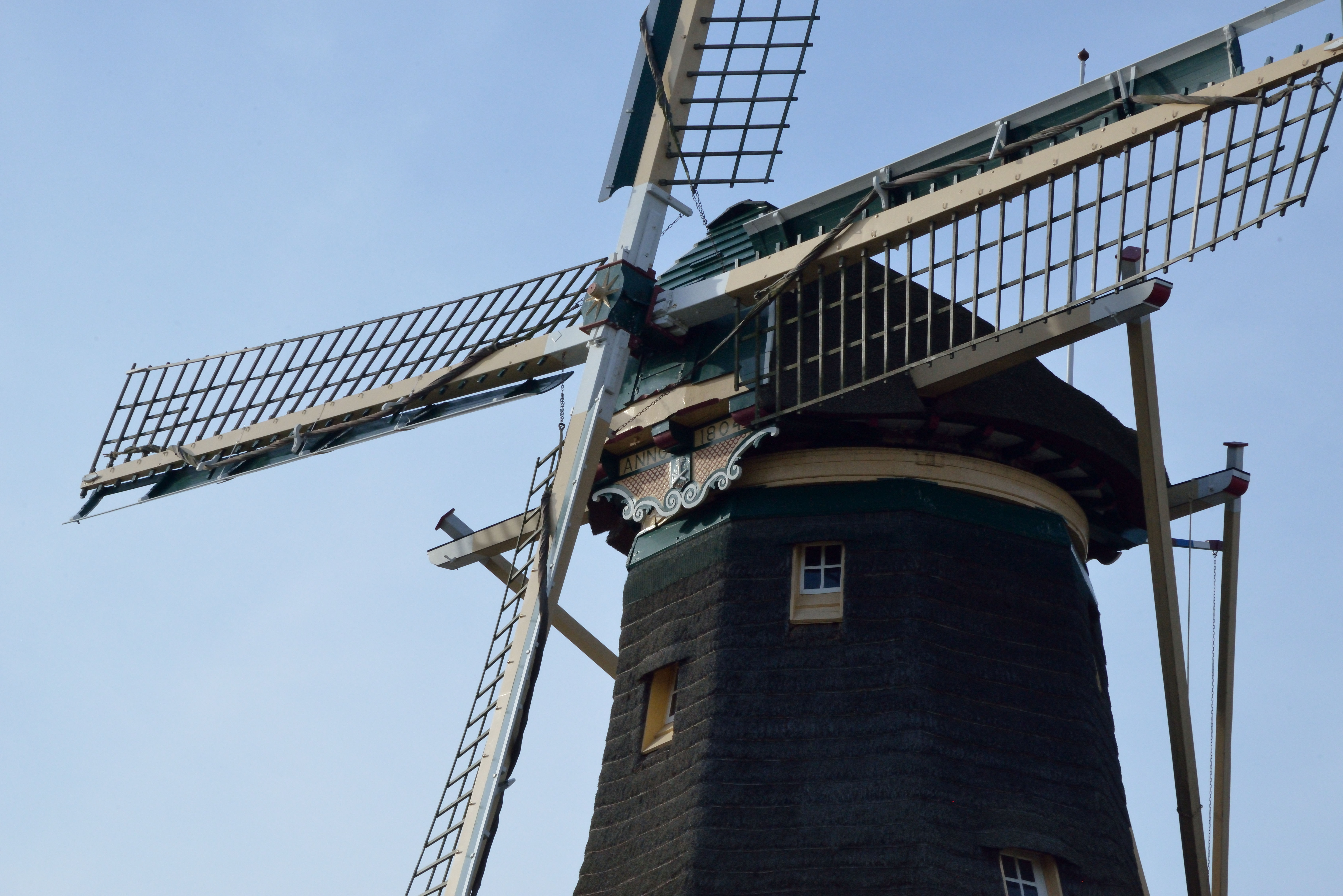
Baard van d'Heesterboom
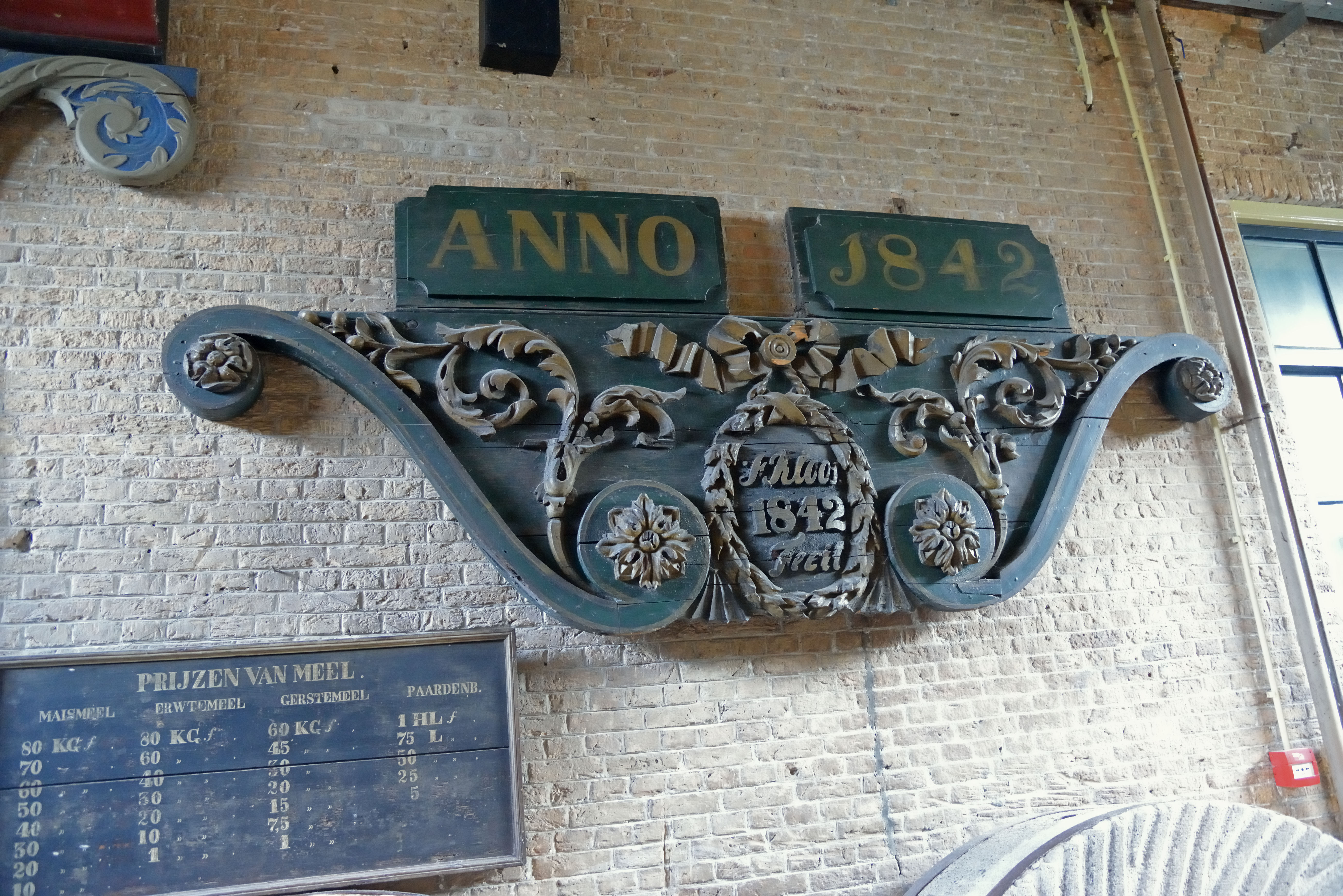
Baard in molen De Valk van de voormalige houtzaagmolen Ons Genoegen in Alblasserdam
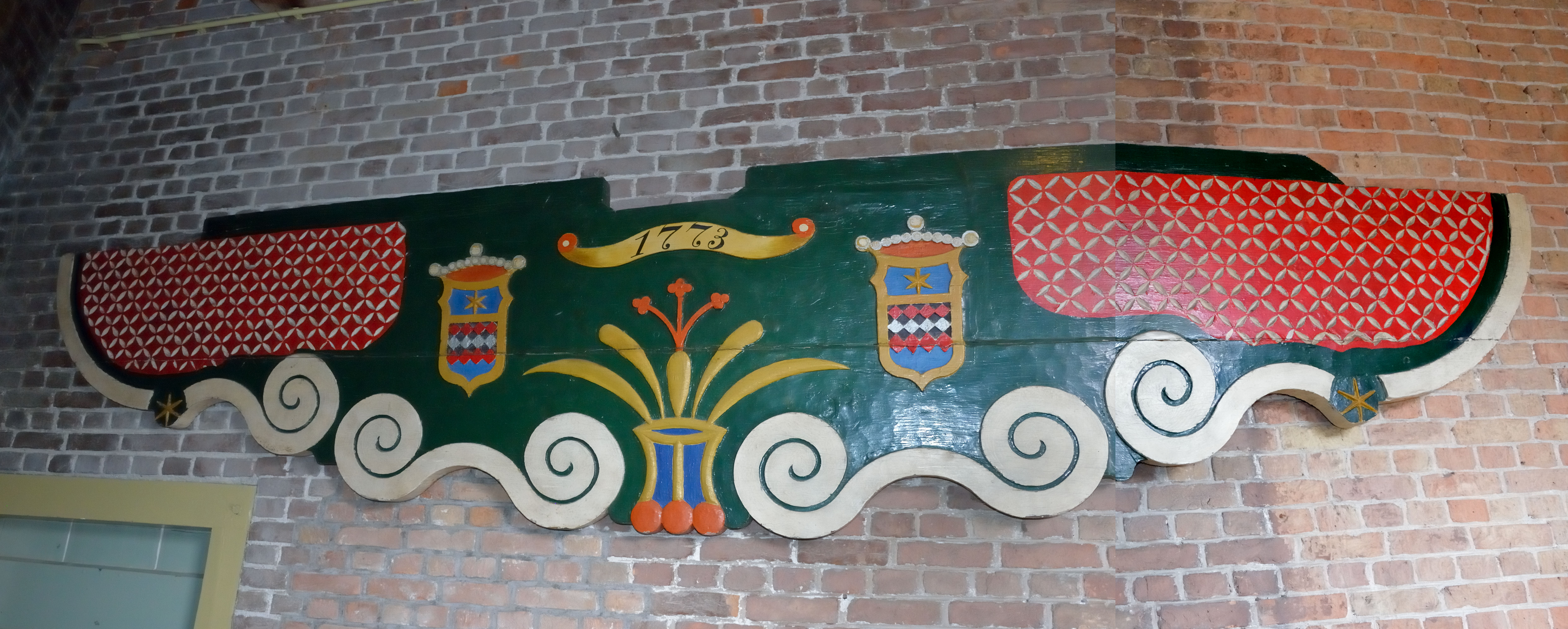
Baard in molen De Valk van de voormalige ringvaartmolen in de Benthuizer Noord- en Zuidpolder met Benthornerpolder
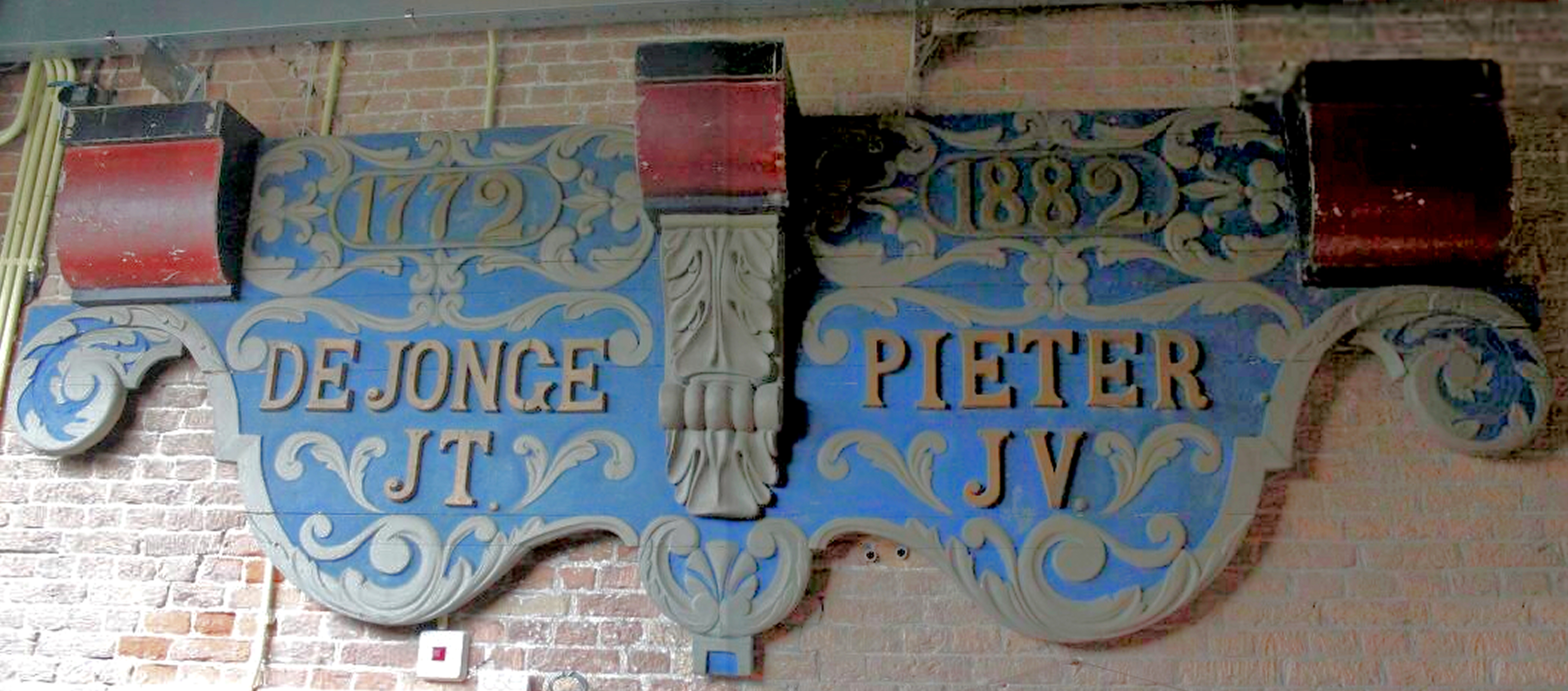
Baard in molen De Valk van de Jonge Pieter in Leimuiden. De molen is verplaatst naar Schipluiden en heet nu De Korpershoek.